# Graffiti Bridge (film)
Graffiti Bridge is de derde bioscoopfilm van Prince. Hij schreef het scenario en deed ook de regie. De film ging op 2 november 1990 in de Verenigde Staten in première.
Naast hoofdrolspeler Prince speelden onder anderen Ingrid Chavez, Tevin Campbell, Morris Day en Mavin Staples.
Graffiti Bridge was een vervolg op de film Purple Rain, maar kwam niet echt van de grond. Het mierzoete verhaal en de voortdurende religieuze referenties werden Prince niet in dank afgenomen, waardoor de film artistiek en commercieel flopte en zelfs in Nederland, op een paar plekken na, niet in de bioscoop kwam. De speelfilm liet wel voor het eerst, op de afgelopen Nude Tour na, zijn nieuwe band zien, The New Power Generation.
De gelijknamige soundtrack Graffiti Bridge deed het commercieel niet slecht, maar wel slechter dan zijn voorganger Batman en opvolger Diamonds and Pearls.